# Marco Bragadino
Marco Bragadino ou Marco Bragadin (né vers 1545 à Chypre, mort le 26 avril 1591 à Munich, duché de Bavière), est un aventurier vénitien, alchimiste qui prétend créer de l'or à partir de la poussière. Il est condamné pour fraude et imposture et exécuté.

## Jeunesse
L'enfance et la jeunesse de Bragadino sont méconnues. Il arrive à Venise avec sa famille après la conquête de Chypre par les Turcs, en même temps que de nombreux habitants chrétiens de Chypre qui fuient en direction de la puissante république de Venise. Bragadino y rencontre le riche Girolamo Scotto et se fait initier à l'alchimie par Jérôme Scot.
Il prend le pseudonyme de Marco Bragadino, prétendant être le fils du défunt Marco Antonio Bragadin, ancien gouverneur de l'île de Chypre pour le compte de la république de Venise qui meurt avec les plus grands honneurs en défendant Famagouste contre les envahisseurs turcs.

## Vie de luxe à Florence
Bragadino quitte la république de Venise pour des raisons inconnues. Entre 1574 et 1579, il s’établit dans la ville de Florence où il rencontre la grande-duchesse de Toscane Bianca Cappello. Il lui promet de créer une pierre philosophale pouvant la guérir de son infertilité et aussi produire de l'or après un long processus. Grâce à ses relations et à ses boniments, il obtient d’énormes sommes d'argent, au moins 40 000 scudo. Après plusieurs années de vie de luxe, n'ayant pas pu produire l'or promis, il fuit ses créanciers et part pour Rome.

## Vie monastique
En 1586, pour échapper à ses nombreuses créanciers, il se fait moine dans un couvent chez les capucins, Il reçoit les ordres mineurs et le premier des ordres majeurs ; il est officiellement sous-diacre. Cependant, en 1588, il quitte son monastère sans aucune autorisation et reprend une vie d’errance. 
Il séjourne à Genève, en Angleterre et en France. Quand il revient en Italie, il est dangereusement proche des ordres de l'Inquisition qui le poursuivent comme moine défroqué. Mais ses talents d'alchimiste lui procurent la protection d'amis influents. Le plus important d'entre eux est le duc de Mantoue, qui lui verse 25 000 scudo pour l'aider dans ses recherches.

## Retour à Venise en héros
Fort de ses relations, il présente une offre devant le Sénat de la république de Venise, demandant une protection totale contre l’Inquisition, un appartement aux frais de la République et une pension pour financer ses recherches en alchimie. Grâce à un ingénieux système de tubes de verre cachés dans ses manches, il fait plusieurs démonstrations publiques de poussière transformée en or. Il explique qu'il a trouvé l’ingrédient secret ajouté au mercure pour parvenir à la création d'or à partir de la poussière mais qu'il a besoin de perfectionner sa méthode pour produire de grandes quantités.
Cela crée un énorme débat au Sénat, qui refuse tout d'abord. Mais les temps sont difficiles pour la république de Venise car la découverte du Nouveau Monde déplace la géographie des richesses vers les pays de la côte atlantique et la perspective de retrouver la richesse perdue est alléchante pour beaucoup de sénateurs. La décision finale est emportée quand Bragadino raconte qu'il a reçu une offre du duc Guillaume V de Bavière : le Sénat vote dans la précipitation en faveur du projet de Bragadino et accepte toutes ses demandes.

Les résultats se font attendre et les Vénitiens réclament l'or. Bragadino explique que sa matière secrète permet de doubler un kilo d'or en un an, mais que cette même matière exposée à un kilo d'or pendant sept ans permet de multiplier le volume d'or par trente ! L'explication ne semble pas satisfaire la plupart des Vénitiens, et Bragadino prend fuite pour la Bavière.

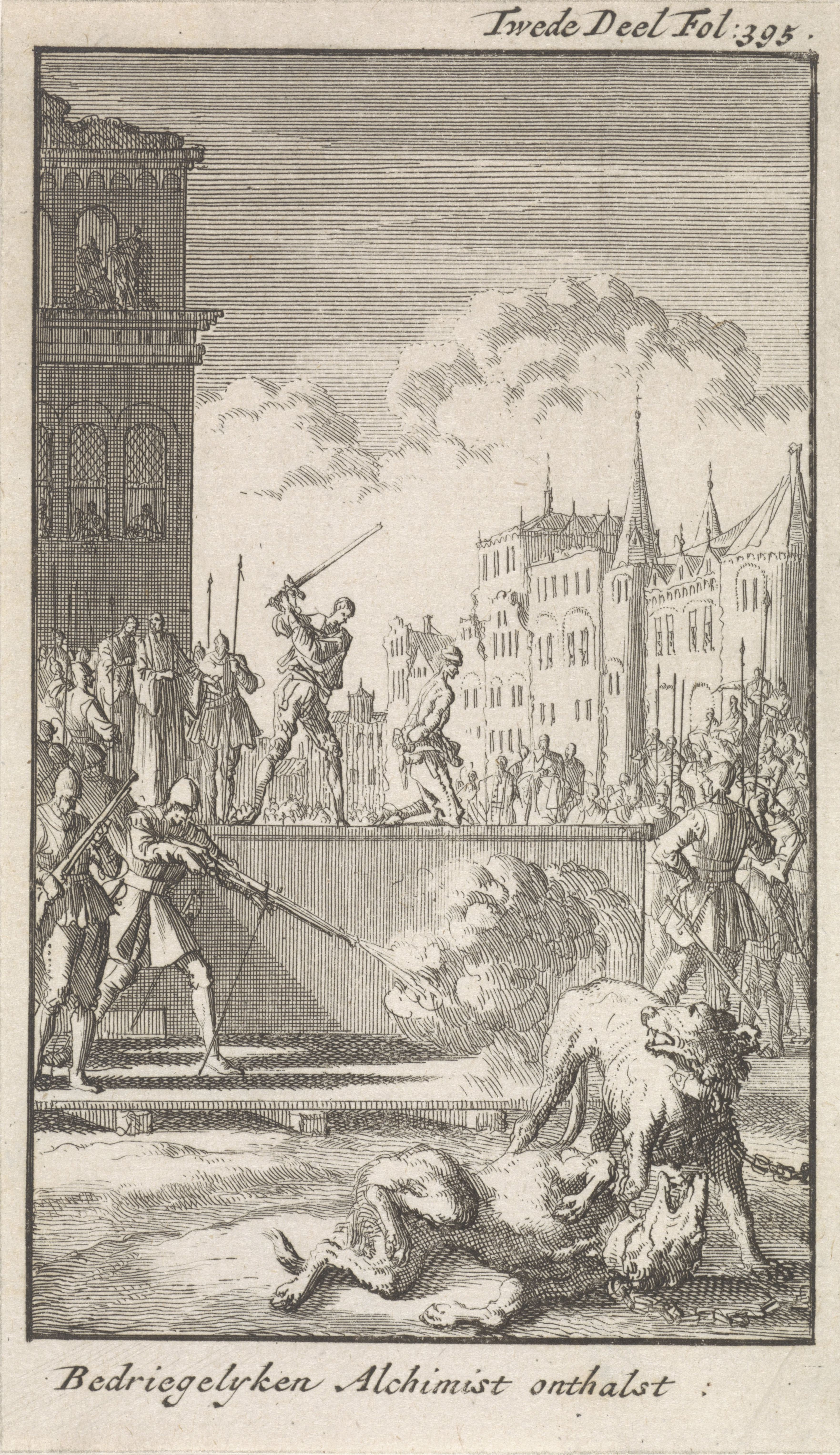
Exécution de Bragadino avec ses deux chiens.

## Dernière supercherie en Bavière
À Padoue, il rencontre le duc Guillaume V de Bavière. En août 1590, Bragadino rencontre à la cour de Landshut, le duc de Trausnitz. Il gagne rapidement la confiance du duc, car non seulement il promet de payer l'immense dette du duché en produisant des quantités abondantes d'or, mais il promet également de guérir le duc lui-même de ses violents maux de tête, grâce à son art. Ayant obtenu satisfaction, il essaye d'utiliser l'argent du duc pour en faire don au pape et gagner sa consécration spirituelle, mais en vain.

## Exécution
Bragadino échoue également devant la cour de Bavière et ne produit pas l'or promis. Les critiques se font de plus en plus fortes. Le 24 mars 1591, à l'insu du duc Guillaume V de Bavière et de son entourage, il est arrêté. Après avoir été torturé pendant plusieurs heures, il avoue sa fraude. Le duc prend connaissance de l'aveu, et le condamne à mort par pendaison pour fraude et imposture.
L'intervention d'un jésuite qui considère comme déshonorant une exécution par pendaison permet de commuer la condamnation en mort par décapitation. Le 26 avril 1591, devant une foule présente au marché du vin de Munich, l'exécution a lieu mais se transforme en désastre car le bourreau doit frapper Bragadino trois fois pour réussir à détacher la tête du corps. Ses deux chiens noirs sont tués avec lui, et jetés dans la fosse au côté de leur maître.